# Wienerfilharmonikernas nyårskonsert 1986

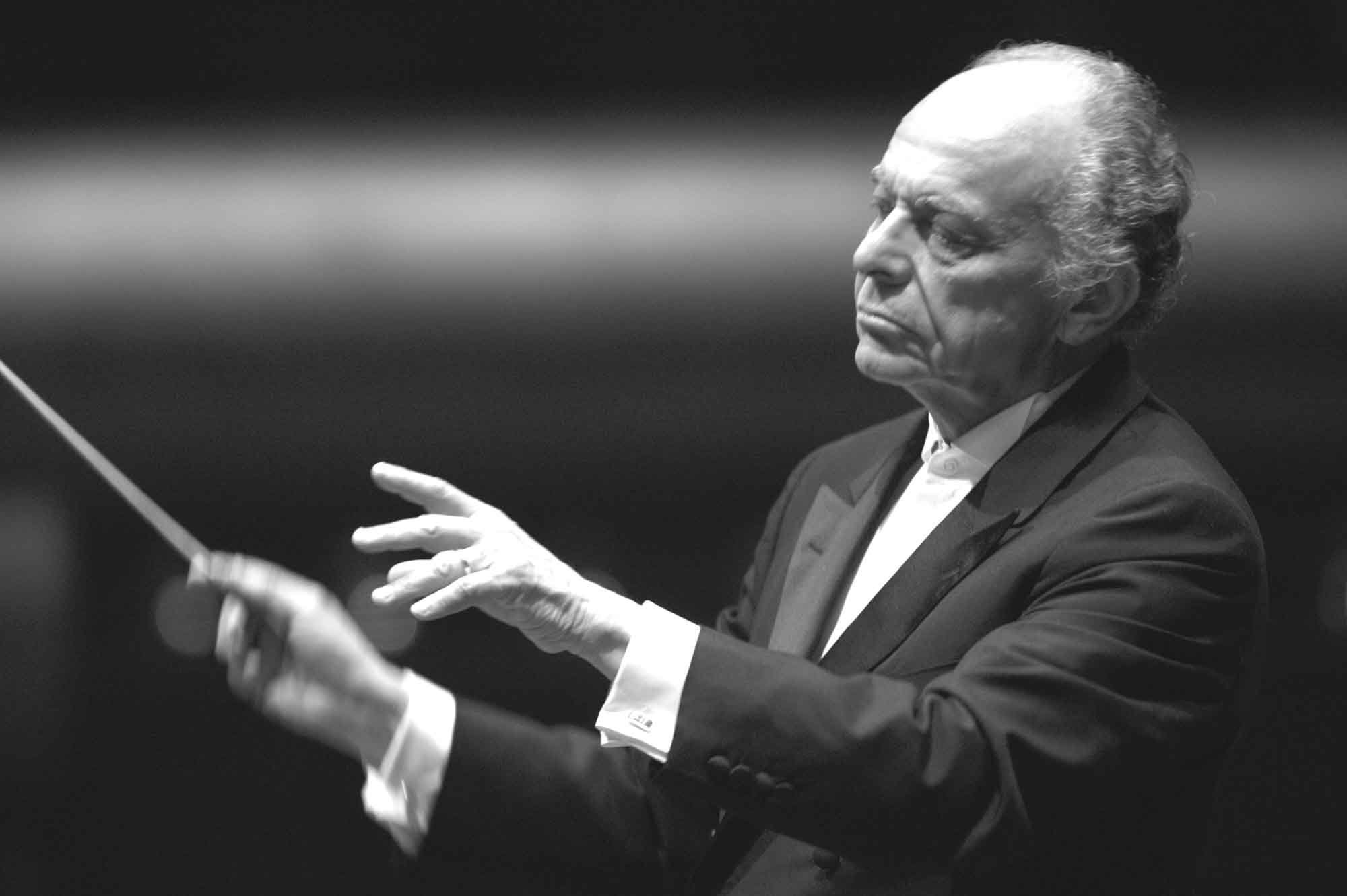
Lorin Maazel

Wienerfilharmonikernas nyårskonsert 1986 räknas som den 46:e Nyårskonserten från Wien och ägde rum den 1 januari 1986 i Wiens Musikverein. Det var den 28:e nyårskonserten vars 2:a del sändes på TV via Eurovision. Dirigent var för sjätte och sista gången Lorin Maazel, som 1980 övertog uppgiften efter den legendariske Willi Boskovsky. Maazel skulle komma att dirigera alla nyårskonserter från 1982 till 1986.

## Historia
Strikt räknat var det Wienerfilharmonikernas 41:a nyårskonsert, eftersom det inte var förrän 1946 som Josef Krips introducerade denna titel, som behölls 1947 och därefter. Dessutom var det den 47:e Årsskifteskonserten, då det vid årsskiftet 1939/40 gavs en Außerordentliches Konzert (extraordinär konsert) av Wienerfilharmonikerna, som dock ägde rum på nyårsafton 1939. 

## Program

### 1:a delen
1. Johann Strauss den yngre: Ouvertyr till operetten Waldmeister
2. Johann Strauss den yngre: Stadt und Land, Polka mazur, op. 322
3. Johann Strauss den äldre: Sperl-Galopp, op. 42
4. Johann Strauss den yngre: Wein, Weib und Gesang, Vals, op. 333
5. Johann Strauss den yngre: So ängstlich sind wir nicht, Schnell-Polka, op. 413

### 2:a delen
1. Franz von Suppé: Ouvertyr till operetten Die schöne Galathée
2. Josef Strauss: Die Libelle, Polka mazur, op. 204
3. Josef Strauss: Dorfschwalben aus Österreich, Vals, op. 164
4. Josef Strauss: Plappermäulchen (Musikalischer Scherz), Polka schnell, op. 245
5. Johann Strauss den yngre: Stürmisch in Lieb' und Tanz, Polka schnell, op. 393
6. Johann Strauss den yngre: Künstlerleben, Vals, op. 316
7. Johann Strauss den yngre: Egyptischer Marsch, op. 335
8. Johann Strauss den yngre: Leichtes Blut, Polka schnell, op. 319

### Extranummer
1. Johann Strauss den yngre: Éljen a Magyár! , Polka schnell, op. 332
2. Johann Strauss den yngre: An der schönen blauen Donau, Vals, op. 314
3. Johann Strauss den äldre: Radetzkymarsch, op. 228

Verkförteckningen och verkens ordning finns på Wienerfilharmonikernas webbplats.

## Medverkande
- Lorin Maazel, Dirigent
- Wienerfilharmonikerna

## Weblänkar
- Programmet till nyårskonserten 1986 på wienerphilharmoniker.at